# 滇红椿
滇红椿（学名：Toona ciliata var. yunnanensis）为楝科香椿屬下的一个变种。

## 扩展阅读
- 維基物種上的相關：滇红椿